# Плазменная наплавка
Плазменная наплавка (Plasma transfer Arc, PTA) является современным способом нанесения износостойких покрытий на рабочую поверхность при изготовлении и восстановлении изношенных деталей машин.

## Технология

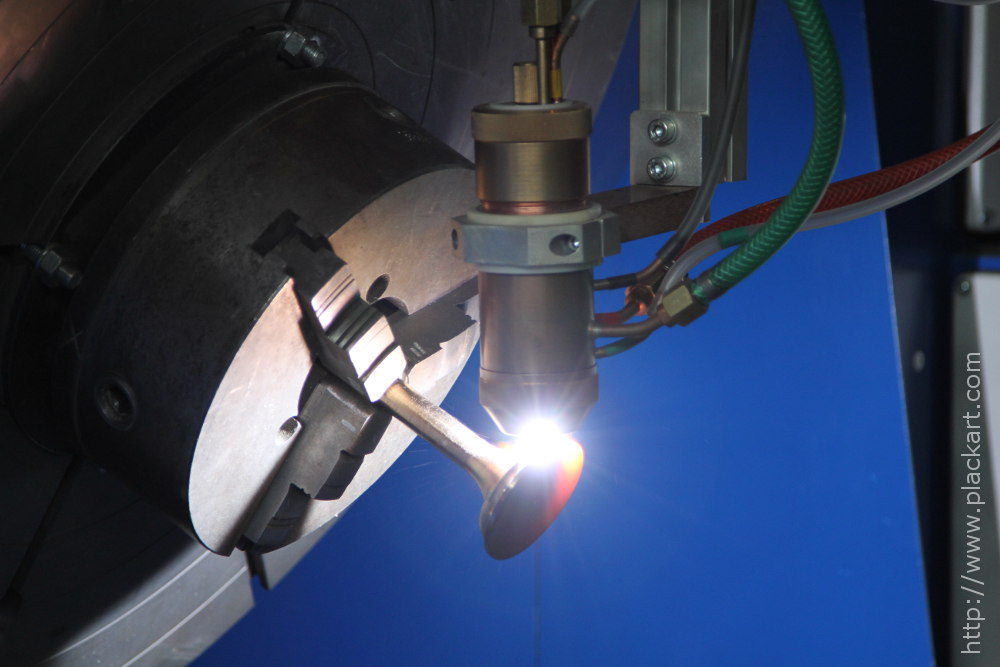
Плазменно-порошковая наплавка износостойких материалов на заводе в г. Щербинка

Плазмой называется высокотемпературный сильно ионизированный газ, состоящий из молекул, атомов, ионов, электронов, световых квантов и др.
При дуговой ионизации газ пропускают через канал и создают дуговой разряд, тепловое влияние которого ионизирует газ, а электрическое поле создаёт направленную плазменную струю. Газ может ионизироваться также под действием электрического поля высокой частоты. Газ подаётся при давлении в 2 …3 атмосферы, возбуждается электрическая дуга силой 400 … 500 А и напряжением 120 … 160 В Ионизированный газ достигает температуры 10 … 18 тыс. С, а скорость потока - до 15000 м/сек. Плазменная струя образуется в специальных горелках - плазмотронах. Катодом является неплавящий вольфрамовый электрод.  
В зависимости от компоновки различают:
1. Открытую плазменную струю (анодом является деталь или пруток). В этом случае происходит повышенный нагрев детали. Используется эта схема для резки металла и для нанесения покрытий.
2. Закрытую плазменную струю (анодом является сопло или канал горелки). Хотя температура сжатой дуги на 20 …30% в этом случае выше, но интенсивность потока ниже, т. к. увеличивается теплоотдача в окружающую среду. Схема используется для закалки, металлизации и напыления порошков.
3. Комбинированная схема (анод подключается к детали и к соплу горелки). В этом случае горят две дуги. Схема используется при наплавке порошком.

Плазменную наплавку металла можно реализовать двумя способами:
1. Струя газа захватывает и подаёт порошок на поверхность детали;
2. В плазменную струю вводится присадочный материал в виде проволоки, прутка, ленты.

В качестве плазмообразующих газов можно использовать аргон, гелий, азот, кислород, пар, водород и воздух. Наилучшие результаты наплавки получаются с аргоном и гелием.
Достоинствами плазменной наплавки являются:
1. Высокая концентрация тепловой мощности и минимальная ширина зоны термического влияния.
2. Возможность получения толщины наплавляемого слоя от 0,1 мм до нескольких миллиметров.
3. Возможность наплавления различных износостойких материалов (медь, латунь, пластмасса) на стальную деталь.
4. Возможность выполнения плазменной закалки поверхности детали.
5. Относительно высокий КПД дуги (0.2 …0.45).
6. Малое (по сравнению с другими видами наплавки) перемешивание наплавляемого материала с основой, что позволяет достичь необходимых характеристик покрытий.

Поверхность детали необходимо готовить к наплавке более тщательно, чем при обычной электродуговой или газовой сварке, т. к. посторонние включения уменьшают прочность наплавленного слоя. Для этого производится механическая обработка поверхности (проточка, шлифование, пескоструйная обработка..), иногда обезжиривание. Мощность электрической дуги подбирают такой, чтобы сильно не нагревалась деталь, и чтобы основной металл был на грани расплавления.

## Применение
Плазменная наплавка широко применяется для защиты от высокотемпературного износа формокомплектов стекольной промышленности, для защиты от коррозии и износа деталей запорной и запорно-регулирующей арматуры, для упрочнения поверхности деталей, работающих при высоких нагрузках.